# Punta Proa
Punta Proa ist eine Landspitze an der Danco-Küste des Grahamlands im Norden der Antarktischen Halbinsel. Sie ist eine von zwei Landspitzen auf der Nordwestseite der Coughtrey-Halbinsel im Paradise Harbor.
Argentinische Wissenschaftler benannten sie nach dem Vordeck (spanisch proa) eines Schiffs.